# МК-88
МК-88 — советский бытовой персональный компьютер, совместимый с IBM PC/XT, а также ЕС ПЭВМ. Разработан в конце 1980-х годов коллективами Института кибернетики им. В. М. Глушкова АН УССР и Минского ПО ВТ. На первом Всесоюзном конкурсе на создание перспективных моделей бытовых персональных ЭВМ, организованном ГКВТИ СССР и проводившемся в 1989 году, занял первое место и был рекомендован к серийному производству. Производство было начато в начале 1990-х годов Минским ПО ВТ. В 1991 году цена компьютера составляла около 4000 рублей.

## Описание
Компьютеры МК-88 выпускались в нескольких исполнениях, отличающихся объёмом ОЗУ (128, 256 и 640 Кбайт), наличием в комплекте дисковода, адаптера локальной сети и монитора.
Компьютер имел моноблочную конструкцию (клавиатура и системная плата в одном корпусе), с внешними блоком питания и дисководом.
В качестве устройства хранения данных мог быть использован бытовой магнитофон. Были предусмотрены подключение принтера, джойстика и дополнительных внешних устройств через разъём системной шины.
Для расширения памяти первых выпусков МК-88 позже был разработан модуль ОЗУ объёмом 512 Кбайт.

## Внешние ссылки
- Персональный компьютер МК-88 на сайте zxbyte
- Компьютер МК-88 в музее компьютерной техники
- Компьютер «МК-88» на форуме zx.pk